# پائولو ژوزه
پائولو ژوزه (انگلیسی: Paulo Josué؛ زادهٔ ۱۳ مارس ۱۹۸۹) بازیکن فوتبال اهل برزیل است.
وی همچنین در تیم ملی فوتبال مالزی بازی کرده است.